# Pili Groyne
Pili Groyne is een Belgische jeugdactrice.
Haar eerste rol speelde de Brusselse Pili Groyne als Estelle, de dochter van Sandra (Marion Cotillard) en Manu in Deux jours, une nuit van de broers Luc en Jean-Pierre Dardenne uit 2014, daarna volgde een rol als de dochter van Solange in Alleluia van Fabrice Du Welz uit 2014 en aansluitend kreeg ze een hoofdrol als Ea, de dochter van God (Benoît Poelvoorde) in Le Tout Nouveau Testament van Jaco Van Dormael uit 2015.

## Filmrollen
- 2014: Deux jours, une nuit van Luc en Jean-Pierre Dardenne als Estelle
- 2014: Alleluia van Fabrice Du Welz als dochter van Solange
- 2015: Le Tout Nouveau Testament van Jaco Van Dormael als Ea, de dochter van God
- 2016: Ennemi public van Matthieu Frances en Gary Seghers als Amélia Charlier (televisieserie)

## Eerbetoon
- 2015 - "Beste actrice" op het Catalonian International Film Festival te Sitges.[2]